# Ніколе Клеріко
Ніколе Клеріко (італ. Nicole Clerico; нар. 8 березня 1983) — колишня італійська тенісистка.
Найвищу одиночну позицію світового рейтингу — 381 місце досягла 21 вересня 2009, парну — 171 місце — 11 жовтня 2010 року.
Здобула 27 парних титулів туру ITF.
Завершила кар'єру 2015 року.

## Фінали ITF

### Одиночний розряд: 3 (3 поразки)
| Легенда         |
| --------------- |
| турніри $25,000 |
| турніри $10,000 |

| Фінали за покриттям |
| ------------------- |
| Тверде (0–2)        |
| Ґрунт (0–1)         |

| Результат | W–L | Дата     | Турнір                          | Рівень | Покриття | Суперниця              | Рахунок       |
| --------- | --- | -------- | ------------------------------- | ------ | -------- | ---------------------- | ------------- |
| Поразка   | 0–1 | Сер 2005 | ITF Гуаякіль, Еквадор           | 10,000 | Тверде   | Ангелина Габуєва       | 2–6, 6–4, 4–6 |
| Поразка   | 0–2 | Сер 2009 | ITF Трекастаньї, Італія         | 10,000 | Тверде   | Паула Фондевіла Кастро | 4–6, 5–7      |
| Поразка   | 0–3 | Вер 2009 | ITF Брчко, Боснія і Герцеговина | 10,000 | Ґрунт    | Александра Йосифоська  | 6–4, 3–6, 3–6 |

### Парний розряд: 71 (27–44)
| Легенда         |
| --------------- |
| турніри $50,000 |
| турніри $25,000 |
| турніри $15,000 |
| турніри $10,000 |

| Фінали за покриттям |
| ------------------- |
| Тверде (7–12)       |
| Ґрунт (16–29)       |
| Трава (0–1)         |
| Килим (4–2)         |

| Результат | Ранг | Дата              | Турнір                            | Покриття   | Партнерка                 | Суперниці                                 | Рахунок             |
| --------- | ---- | ----------------- | --------------------------------- | ---------- | ------------------------- | ----------------------------------------- | ------------------- |
| Поразка   | 1.   | 25 серпня 2002    | ITF Чивітанова, Італія            | Ґрунт      | Ірина Смірнова            | Сільвія Дісдері Оана Елена Голімбйоскі    | 3–6, 2–6            |
| Поразка   | 2.   | 24 серпня 2003    | ITF Бухарест, Румунія             | Ґрунт      | Ірина Смірнова            | Анна Бастрікова Олена Весніна             | 1–6, 1–6            |
| Перемога  | 1.   | 7 листопада 2004  | ITF Рим, Італія                   | Ґрунт      | Стефанія К'єппа           | Валентіна Сульпіціо Сандра Заглавова      | 3–6, 6–4, 6–2       |
| Перемога  | 2.   | 2 жовтня 2005     | Волос, Греція                     | Килим      | Катарійна Туогімаа        | Каталін Мароші Маріна Таваріс             | 6–4, 6–2            |
| Поразка   | 3.   | 16 жовтня 2005    | Кастель-Гандольфо, Італія         | Ґрунт      | Стефанія К'єппа           | Альона Боярчик Олександра Караваєва       | 2–6, 2–6            |
| Поразка   | 4.   | 29 жовтня 2005    | Мумбаї, Індія                     | Тверде     | Ксенія Палкіна            | Вілаван Чомптанґ Тасша Вітаявірой         | 7–5, 5–7, 3–6       |
| Перемога  | 3.   | 6 листопада 2005  | Пуне, Індія                       | Тверде     | Палкіна Ксенія Миколаївна | Рушмі Чакравартхі Сай Джаялакшмі Джаярам  | 7–5, 7–6(7)         |
| Перемога  | 4.   | 28 січня 2006     | Нью-Делі, Індія                   | Тверде     | Палкіна Ксенія Миколаївна | Анкіта Бгамбрі Рушмі Чакравартхі          | w/o                 |
| Поразка   | 5.   | 4 лютого 2006     | Muzaffarnagar, Індія              | Трава      | Палкіна Ксенія Миколаївна | Лі Вейбін Лавінія Тананта                 | w/o                 |
| Поразка   | 6.   | 9 червня 2006     | Хасково, Болгарія                 | Ґрунт      | Дія Евтімова              | Ріта Естевеш де Фрейташ Неда Козич        | 4–6, 4–6            |
| Перемога  | 5.   | 11 липня 2006     | Імола, Італія                     | Килим      | Палкіна Ксенія Миколаївна | Марія Луїза Кречун Елена В'янелло         | 6–3, 6–0            |
| Перемога  | 6.   | 29 вересня 2006   | Салоніки, Греція                  | Ґрунт      | Олександра Панова         | Амра Садікович Штефані Феґеле             | 4–6, 2–6            |
| Поразка   | 7.   | 6 жовтня 2006     | Волос, Греція                     | Килим      | Анна Куманту              | Франціска Клоц Патріція Майр-Ахлайтнер    | 6–4, 6–7(5), 3–6    |
| Поразка   | 8.   | 19 листопада 2006 | Пуне, Індія                       | Ґрунт      | Палкіна Ксенія Миколаївна | Ольга Панова Агнеш Сатмарі                | 2–6, 4–6            |
| Поразка   | 9.   | 3 березня 2007    | Сан-Бой-да-Любрагат, Іспанія      | Ґрунт      | Палкіна Ксенія Миколаївна | Ірене Ребергер Бескос Нурія Санчес Гарсія | 6–4, 3–6, 4–6       |
| Поразка   | 10.  | 10 березня 2007   | Сабадель, Іспанія                 | Ґрунт      | Віолетта Юк               | Нурія Санчес Гарсія Вердіана Верарді      | 3–6, 6–7(5)         |
| Поразка   | 11.  | 18 травня 2007    | Тируванантапурам, Індія           | Ґрунт      | Агнеш Сатмарі             | Лорен Албанезе Яніна Вікмаєр              | 6–3, 5–7, 1–6       |
| Поразка   | 12.  | 9 Лип 2007        | Імола, Італія                     | Килим      | Надеж Вергос              | Аліче Балдуччі Ліза Сабіно                | 1–6, 4–6            |
| Перемога  | 7.   | 10 серпня 2007    | Рексем, Велика Британія           | Тверде     | Вердіана Верарді          | Катаріна Браун Тара Ієр                   | 6–4, 6–3            |
| Перемога  | 8.   | 18 серпня 2007    | Savitaipale, Фінляндія            | Ґрунт      | Давінія Лоббінґер         | Марселла Кук Марина Мельникова            | 7–6(4), 7–5         |
| Поразка   | 13.  | 25 серпня 2007    | Трекастаньї, Італія               | Тверде     | Ліза Сабіно               | Валентіна Сассі Валентіна Сульпіціо       | 6–4, 4–6, 5–7       |
| Перемога  | 9.   | 29 вересня 2007   | Салоніки, Греція                  | Ґрунт      | Анна Куманту              | Ольга Брозда Сильвія Заґурська            | 4–6, 6–4, [11–9]    |
| Поразка   | 14.  | 6 жовтня 2007     | Мітилена, Греція                  | Тверде     | Анна Куманту              | Ольга Брозда Магдалена Кіщиньська         | 2–6, 6–7(3)         |
| Поразка   | 15.  | 10 листопада 2007 | Джунія, Ліван                     | Ґрунт      | Тельяна Перейра           | Ольга Брозда Марія Кондратьєва            | 3–6, 1–6            |
| Перемога  | 10.  | 25 листопада 2007 | Сінтра, Португалія                | Ґрунт      | Тельяна Перейра           | Жоана Кортез Роксане Вайзенберг           | 6–4, 6–2            |
| Перемога  | 11.  | 22 лютого 2008    | Мелілья, Іспанія                  | Тверде     | Мартіна Качіотті          | Меліса Кабрера-Андт Моніка Краузе         | 3–6, 7–6(5), [10–8] |
| Перемога  | 12.  | 15 березня 2008   | Рамат-га-Шарон, Ізраїль           | Тверде     | Лєна Литвак               | Кейті Ракерт Од Вермузен                  | 6–3, 6–1            |
| Поразка   | 16.  | 21 березня 2008   | Porto Rafti, Греція               | Тверде     | Мика Урбанчич             | Юлія Глушко Домініце Ріполль              | 6–1, 5–7, [7–10]    |
| Поразка   | 17.  | 7 квітня 2008     | Шибеник (місто), Хорватія         | Тверде     | Джорджа Мортелло          | Кароліна Косіньська Даріна Седенкова      | 6–7, 6–7, [8–10]    |
| Поразка   | 18.  | 13 червня 2008    | Кампобассо, Італія                | Ґрунт      | Джессіка Мор              | Марія Ірігоєн Роксане Вайзенберг          | 3–6, 2–6            |
| Поразка   | 19.  | 12 липня 2008     | ITF Богота, Колумбія              | Ґрунт      | Майлен Ору                | Маріана Дуке-Маріньо Вікі Нуньєс Фуентес  | 3–6, 4–6            |
| Перемога  | 13.  | 22 вересня 2008   | ITF Волос, Греція                 | Килим      | Мика Урбанчич             | Міліца Томіч Юстина Єгйолка               | 6–2, 6–1            |
| Поразка   | 20.  | 6 жовтня 2008     | ITF Реджо-Калабрія, Італія        | Ґрунт      | Патріція Майр-Ахлайтнер   | Анна Флоріс Валентіна Сульпіціо           | 2–6, 3–6            |
| Поразка   | 21.  | 23 березня 2009   | ITF Гонесс, Франція               | Ґрунт      | Мартіна Качіотті          | Магдалена Кіщиньська Ольга Брозда         | 1–6, 2–6            |
| Перемога  | 14.  | 25 квітня 2009    | ITF Торрент, Іспанія              | Ґрунт      | Мартіна Качіотті          | Карла Росет Франко Лара Арруабаррена      | 7–5, 0–6, [11–9]    |
| Поразка   | 22.  | 4 травня 2009     | ITF Флоренція, Італія             | Ґрунт      | Клаудія Бочова            | Кінні Лайсне Стефані Вонґсуті             | 0–6, 1–6            |
| Поразка   | 23.  | 18 липня 2009     | ITF Богота, Колумбія              | Ґрунт      | Марія Фернанда Алвеш      | Карен Кастібланко Паула Сабала            | 6–1, 1–6, [7–10]    |
| Поразка   | 24.  | 3 серпня 2009     | ITF Монтероні, Італія             | Ґрунт      | Маргаліта Чахнашвілі      | Сандра Клеменшиц Патріція Майр            | 3–6, 4–6            |
| Перемога  | 15.  | 10 жовтня 2009    | ITF Подгориця, Чорногорія         | Ґрунт      | Кароліна Косіньська       | Ана Йованович Теодора Мирчич              | 6–7(4), 6–4, [10–4] |
| Поразка   | 25.  | 26 жовтня 2009    | ITF Преторія, ПАР                 | Тверде     | Мартіна Качіотті          | Еріка Крісан Велма Люс                    | 1–6, 4–6            |
| Перемога  | 16.  | 16 листопада 2009 | ITF Пуне, Індія                   | Тверде     | Анастасія Васильєва       | Ніна Братчикова Палкіна Ксенія Миколаївна | 4–6, 6–3, [13–11]   |
| Поразка   | 26.  | 16 січня 2010     | ITF Глазго, Велика Британія       | Тверде (i) | Ліана Унгур               | Вікторія Ларр'єр Анна Сміт                | 4–6, 4–6            |
| Перемога  | 17.  | 8 лютого 2010     | ITF Ейлат, Ізраїль                | Тверде     | Мартіна Качіотті          | Рената Бакієва Яніна Даришина             | 6–1, 6–3            |
| Поразка   | 27.  | 22 березня 2010   | ITF Fujairah, ОАЕ                 | Тверде     | Мартіна Качіотті          | Фатіма Ан-Набхані Магалі де Латтре        | 6–2, 6–7(5), [8–10] |
| Поразка   | 28.  | 14 травня 2010    | ITF Казерта, Італія               | Тверде     | Ребекка Маріно            | Катерина Деголевич Ірена Павлович         | 3–6, 3–6            |
| Поразка   | 29.  | 3 липня 2010      | ITF Сараєво, Bosnia & Herzegovina | Ґрунт      | Кароліна Косіньська       | Ірина Бурячок Ірена Павлович              | 1–6, 1–6            |
| Поразка   | 30.  | 15 червня 2010    | ITF Lenzerheide, Швейцарія        | Ґрунт      | Мартіна Качіотті          | Ольга Брозда Сильвія Заґурська            | 6–4, 1–6, [5–10]    |
| Перемога  | 18.  | 18 липня 2010     | ITF Імола, Італія                 | Килим      | Марія Мазіні              | Джоя Барб'єрі Марія-Белен Корбалан        | 6–4, 6–1            |
| Перемога  | 19.  | 9 серпня 2010     | ITF Коксейде, Бельгія             | Ґрунт      | Юстіна Озга               | Лара Арруабаррена Марія Тереса Торро Флор | 5–7, 6–4, 7–5       |
| Поразка   | 31.  | 25 жовтня 2010    | ITF Монастір, Туніс               | Тверде     | Індра Бігі                | Кім Кілсдонк Ніколетте ван Ейтерт         | 3–6, 2–6            |
| Поразка   | 32.  | 29 листопада 2010 | ITF Аїн Сохна, Єгипет             | Ґрунт      | Індра Бігі                | Галина Фокіна Марина Мельникова           | 3–6, 6–2, 4–6       |
| Перемога  | 20.  | 24 січня 2011     | ITF Колката, Індія                | Ґрунт      | Даліла Якупович           | Анкіта Райна Пуджашрі Венкатеша           | 6–3, 6–1            |
| Поразка   | 33.  | 18 лютого 2011    | ITF Аурангабад, Індія             | Тверде     | Марія Мазіні              | Варуня Вонгтінчай Варатчая Вонгтінчай     | 6–4, 2–6, [6–10]    |
| Перемога  | 21.  | 7 березня 2011    | ITF Мадрид, Іспанія               | Ґрунт      | Летісія Костас            | Евеліна Майр Джулія Майр                  | 6–0, 6–1            |
| Поразка   | 34.  | 7 травня 2011     | ITF Гран-Канарія, Іспанія         | Ґрунт      | Мартіна Качіотті          | Хімена Ермосо Іветт Лопес                 | 2–6, 3–6            |
| Поразка   | 35.  | 3 червня 2011     | ITF Флоренція, Італія             | Ґрунт      | Валентіна Сульпіціо       | Міхаела Бузернеску Зузана Злохова         | 3–6, 4–6            |
| Поразка   | 36.  | 18 липня 2011     | ITF Ле-Контамін-Монжуа, Франція   | Тверде     | Марія Абрамович           | Жюлі Куен Ева Грдінова                    | 3–6, 2–6            |
| Перемога  | 22.  | 25 липня 2011     | ITF Бад-Заульгау, Німеччина       | Ґрунт      | Марія Абрамович           | Каталіна Кастаньйо Маріана Дуке-Маріньо   | 6–3, 5–7, 6–4       |
| Поразка   | 37.  | 15 серпня 2011    | ITF Brčko, Bosnia & Herzegovina   | Ґрунт      | Марія Мазіні              | Сільвія Нджирич Зузана Злохова            | 4–6, 3–6            |
| Поразка   | 38.  | 29 жовтня 2011    | ITF Нетанья, Ізраїль              | Тверде     | Глушко Юлія Сергіївна     | Чагла Бююкакчай Пемра Озген               | 5–7, 3–6            |
| Поразка   | 39.  | 23 січня 2012     | ITF Коїмбра, Португалія           | Тверде     | Мартіна Качіотті          | Луція Бутковська Ульрікке Ейкері          | 3–6, 0–6            |
| Перемога  | 23.  | 16 квітня 2012    | ITF Бол, Хорватія                 | Ґрунт      | Анаїс Лорендон            | Джесіка Малечкова Тереза Сміткова         | 6–2, 6–0            |
| Поразка   | 40.  | 7 травня 2012     | ITF Флоренція, Італія             | Ґрунт      | Анаїс Лорендон            | Джоя Барб'єрі Андрея Вейдяну              | 2–6, 7–6, [8–10]    |
| Перемога  | 24.  | 17 вересня 2012   | ITF Подгориця, Чорногорія         | Ґрунт      | Анна Цая                  | Майлен Ору Марія Ірігоєн                  | 4–6, 6–3, [11–9]    |
| Поразка   | 41.  | 15 жовтня 2012    | ITF Глазго, Велика Британія       | Тверде (i) | Анна Цая                  | Юстина Єгйолка Діана Марцинкевич          | 2–6, 1–6            |
| Поразка   | 42.  | 4 лютого 2013     | ITF Гренобль, Франція             | Тверде (i) | Летісія Костас            | Марія Кондратьєва Рената Ворачова         | 1–6, 4–6            |
| Перемога  | 25.  | 5 квітня 2013     | ITF Діжон, Франція                | Тверде (i) | Джулія Гатто-Монтіконе    | Марина Шамайко Елиця Костова              | 6–4, 6–2            |
| Поразка   | 43.  | 22 квітня 2013    | ITF К'яссо, Швейцарія             | Ґрунт      | Джулія Гатто-Монтіконе    | Олександра Саснович Діана Марцинкевич     | 7–6, 4–6, [7–10]    |
| Перемога  | 26.  | 22 липня 2013     | ITF Ле-Контамін-Монжуа, Франція   | Тверде     | Нікола Франькова          | Амандін Есс Ванеса Фурланетто             | 3–6, 7–6(5), [10–8] |
| Поразка   | 44.  | 14 жовтня 2013    | Open de Лімож, Франція            | Тверде (i) | Нікола Франькова          | Магда Лінетт Вікторія Голубич             | 4–6, 4–6            |
| Перемога  | 27.  | 28 лютого 2014    | ITF Бейнаско, Італія              | Ґрунт (i)  | Джулія Гатто-Монтіконе    | Анна Сміт Джоселін Рей                    | 6–1, 5–7, [13–11]   |